# Бру Верне
Бру Верне (фр. Broût-Vernet) насеље је и општина у централној Француској у региону Оверња, у департману Алије која припада префектури Виши.
По подацима из 2011. године у општини је живело 1185 становника, а густина насељености је износила 37,37 становника/km². Општина се простире на површини од 31,71 km². Налази се на средњој надморској висини од 310 метара (максималној 331 m, а минималној 253 m).

## Демографија
| 1962. | 1968. | 1975. | 1982. | 1990. | 1999. | 2011. |
| ----- | ----- | ----- | ----- | ----- | ----- | ----- |
| 1.028 | 1.061 | 994   | 1.048 | 1.035 | 1.068 | 1.185 |

График промене броја становника у току последњих година